# Article 169 de la Constitution belge
L'article 169 de la Constitution belge fait partie du titre IV Des relations internationales. Il permet à l'autorité fédérale de se substituer temporairement à une entité fédérée si cette dernière ne respecte pas ses obligations internationales.
Il date du 18 mars 1993 et était à l'origine — sous l'ancienne numérotation — l'article 68 § 7.

## Texte
« Afin de garantir le respect des obligations internationales ou supranationales, les pouvoirs visés aux articles 36 et 37 peuvent, moyennant le respect des conditions fixées par la loi, se substituer temporairement aux organes visés aux articles 115 et 121.
Cette loi doit être adoptée à la majorité prévue à l'article 4, dernier alinéa. »

## Conditions d'applications
C'est l'article 16 § 3 de la loi spéciale du 8 août 1980  de réformes institutionnelles qui prévoit ce mécanisme. Pour que l'autorité fédérale puisse se substituer à une entité fédérée, il faut que la Belgique ait été condamnée par une juridiction internationale, que l'autorité fédérale mette en demeure l'entité à agir dans les trois mois (sauf en cas d'urgence), que l'entité en question continue d'être associée au règlement du conflit et que l'entité fédérée puisse récupérer son pouvoir une fois qu'elle s'est mise en conformité avec le droit international.
Une telle substitution ne s'est actuellement jamais produite.